# Oenas afer
Oenas afer is een keversoort uit de familie van de oliekevers (Meloidae). De wetenschappelijke naam is gepubliceerd in 1767 door Linnaeus.